# USS Mason (DDG-87)
USS Mason (DDG-87) —  есмінець КРО типу «Арлі Берк» ВМС США. Тридцять сьомий корабель цього типу в складі ВМС, будівництво яких було схвалене Конгресом США.

## Будівництво
Цей корабель є 37-м есмінцем свого класу. USS Mason був 21-м судном цього класу, яке було побудовано на корабельні Bath Iron Works у Баті, штат Мен, і будівництво розпочалося 19 січня 2000 року. Вона була запущена та охрещена 23 червня 2001 року. 12 квітня 2003 року в Порт Канаверал, штат Флорида відбулася церемонія введення в експлуатацію.

## Бойова служба
З жовтня 2006 року Мейсон бере участь в операції  на підтримку глобальної війни з тероризмом в Перській затоці.
9 жовтня 2016 року в напрямку корабля були запущені дві протикорабельні ракети зі сторони Ємена. В цей час есмінець USS Mason разом з плавучою базою постачання передового базування USS Ponce (AFSB (I) -15) знаходилися на північ від Баб-ель-Мандебської протоки. Есмінець запустив по ПКР що наближались три зенітні ракети - дві SM-2 і одну ESSM, крім того були застосовані ракети Nulka для постановки активних перешкод проти ПКР. В результаті перша ПКР можливо була підбита з SM-2, а друга ПКР впала в воду без поразки зенітною ракетою.
13 червня 2019 року есмінець вийшов у район Оманської затоки, де стався напад на танкери, для надання допомоги.